# Bercenay-le-Hayer
Bercenay-le-Hayer es una comuna francesa situada en el departamento de Aube, en la región de Gran Este.

## Demografía
| 167 | 146 | 137 | 147 | 151 | 135 | 197 |
| Para los censos de 1962 a 1999 la población legal corresponde a la población sin duplicidades (Fuente: INSEE [Consultar]) |     |     |     |     |     |     |